# Ceyx fallax
El martín pigmeo de Célebes (Ceyx fallax) es una especie de ave coraciforme de la familia Alcedinidae endémica de Célebes e islas circundantes.

## Taxonomía
Se reconocen dos subespecies:
- C. fallax fallax (Schlegel, 1866), que se encuentra en Célebes y la isla de Lembeh;
- C. fallax sangirensis (Meyer, AB & Wiglesworth, 1898), nativa de las islas Sangihe y Talaud.[3]